# Toffelhjältar på vift
Toffelhjältar på vift (engelska: Their Purple Moment) är en amerikansk komedifilm med Helan och Halvan från 1928 regisserad av James Parrott.

## Handling
Den snåle Mr. Pincher gömmer undan pengarna för sin fru. En kväll bjuder han ut sin vän på middag i sällskap med några damer. Men när notan ska betalas märker Pincher att pengarna i plånboken är borta. Det visar sig att frun tagit dem.

## Om filmen
Delar av handlingen kom att återanvändas i duons senare filmer Helan och Halvan på vift som utkom 1928, Festprissar och Helan och Halvan som gatans trubadurer som båda utkom 1930 och Följ med oss till Honolulu som utkom 1933.

## Rollista (i urval)
- Stan Laurel – Mr. Pincher
- Oliver Hardy – Ollie
- Fay Holderness – mrs. Pincher
- Lyle Tayo – Mrs. Hardy
- Kay Deslys – Mr. Pinchers flickvän
- Anita Garvin – Ollies flickvän
- Jack Hill – dörrvakt, man på Pink Pub
- Leo Willis – chaufför
- Ed Brandenburg – servitör, man vid bord
- Chet Brandenburg – servitör
- Sam Lufkin – servitör
- Tiny Sandford – servitör[2]